# 윤영찬
윤영찬(尹永燦, 1964년 8월 5일~)은 대한민국의 기자 출신 정치인이다. 동아일보 기자와 네이버 부사장을 역임하였고 제19대 대통령 선거 더불어민주당 중앙선거대책위원회 SNS본부 공동본부장으로 활동했다. 문재인 정부의 초대 국민소통수석을 지내고, 제21대 국회의원이다.

## 학력
- 1971년~1976년: 전주풍남국민학교
- 1976년~1977년: 서울난곡국민학교
- 1977년~1980년: 신림중학교
- 1980년~1983년: 영등포고등학교
- 1983년~1990년: 서울대학교 지리학과 학사
- 2000년~2003년: 서강대학교 공공정책대학원 국제관계 석사

## 경력
- 1990년~2005년 8월: 동아일보 사회부 정치부 기자, 정치부 차장
- 2002년 12월~2003년 12월: 동아일보 노조위원장
- 2005년 8월~2006년 8월: 미국 존스홉킨스대학교 객원 연구원
- 2006년 8월~2007년 12월: 동아일보 문화부 차장
- 2008년 1월~2013년 7월: NHN 이사
- 2013년 8월~2017년 3월 15일: 네이버 부사장
- 2017년 3월 7일: 한국인터넷기업협회 상임부회장
- 2017년 3월 16일~2017년 5월 9일: 제19대 대통령선거 더불어민주당 중앙선거대책위원회 SNS 본부 공동본부장
- 2017년 5월 11일~2019년 1월 8일: 대통령비서실 국민소통수석
- 남북정상회담 준비위원회 소통 및 홍보 분과장
- 2019년 5월 22일~: 경기도 철도정책자문위원
- 2021년 1월~2021년 4월: 더불어민주당 중앙당 선거관리위원회 위원

### 의정 활동
- 2020년 5월 30일~2024년 5월 29일: 제21대 국회의원(경기 성남시 중원구, 더불어민주당, 초선)
  - 2020년 6월~2022년 5월: 제21대 국회 전반기 과학기술정보방송통신위원회 위원
  - 2020년 6월~2021년 5월: 제21대 국회 전반기 예산결산특별위원회 위원
  - 2020년 6월~2024년 5월: 국회 디지털경제 혁신연구포럼 공동대표
  - 2022년 7월~2024년 5월: 제21대 국회 후반기 과학기술정보방송통신위원회 위원

## 논란

### 카카오 뉴스 편집 외압 논란
국회 본회의장에서 포털 메인화면의 뉴스 편집에 문제를 제기하며 보좌진에게 카카오 관계자를 국회로 부르라고 지시하는 문자를 보내 논란이 되었다. 이 사건이 논란이 되자 윤영찬 의원은 "여야 대표연설의 포털 노출 과정의 형평성에 의문을 가졌던 것으로, 묻고자 했던 것은 뉴스 편집 알고리즘의 객관성과 공정성이었다"면서 "비록 보좌진과 대화라 해도 엄밀한 자세와 적절한 언어를 사용하지 못했다. 이번 일을 커다란 교훈으로 삼아 한마디 말과 한 걸음행동의 무게를 새기겠다"고 사과하였다.

## 역대 선거 결과
| 실시년도 | 선거  | 대수 | 직책     | 선거구             | 정당         | 득표수    | 득표율         | 순위 | 당락 | 비고 |
| -------- | ----- | ---- | -------- | ------------------ | ------------ | --------- | -------------- | ---- | ---- | ---- |
| 2020년   | 총선  | 21대 | 국회의원 | 경기 성남시 중원구 | 더불어민주당 | 65,947 표 | \| \| 54.6% \| | 1위  |      | 초선 |
|          | 54.6% |      |          |                    |              |           |                |      |      |      |

## 같이 보기
- 성남시 중원구 (선거구)
- 성남시 중원구의 국회의원
- 대한민국의 대통령비서실 수석비서관